# Dinka
El dinka (Thuɔŋjäŋ, Thuɔŋ ee Jieng o, simplement, Jieng) és una llengua nilòtica parlada pels dinkes, el principal grup ètnic del Sudan del sud. Hi ha cinc grans varietats, el ngok, el rek, l'agaar, l'awiel, el twic Mayardit, el hol, el nyarweng, el twi i el Bor, els quals són difereixen prou per necessitar estàndards literaris diferents i, per tant, ser considerats llengües diferents. Els conceptes jaang, jieng o monyjieng també s'utilitzen per definir les llengües jieng. El rek és l'estandarditzada i considerada la llengua de prestigi.

## Característiques lingüístiques

### Fonologia

#### Consonants
Hi ha 20 fonemes consonants:
|          | Labial | Labial | Dental | Dental | Alveolar | Alveolar | Palatal | Palatal | Velar | Velar |
| -------- | ------ | ------ | ------ | ------ | -------- | -------- | ------- | ------- | ----- | ----- |
| Nasal    |        | m      |        | n̪      |          | n        |         | ɲ       |       | ŋ     |
| Oclusiva | p      | b      | t̪      | d̪      | t        | d        | c       | ɟ       | k     | ɡ     |
| Sonorant |        | w      |        | l      |          | ɾ        |         | j       |       | ɣ     |

#### Vocals
El dinka disposa d'un sistema vocal molt ric, amb un mínim de 13 vocals diferenciades fonèticament. Els punts a la part inferior d'una lletra ([◌̤]) indiquen vocals "respirades", representades en l'ortografia dinka mitjançant dièresis (⟨◌̈⟩):
|             | Anterior  | Anterior | Posterior | Posterior |
| normal      | respirada | normal   | respirada |           |
| ----------- | --------- | -------- | --------- | --------- |
| Tancada     | i         | i̤        | u         |           |
| Semitancada | e         | e̤        | o         | o̤         |
| Semioberta  | ɛ         | ɛ̤        | ɔ         | ɔ̤         |
| Oberta      |           |          | a         | a̤         |